# نالاندا (استان مرکزی)
نالاندا (به لاتین: Nalanda) یک منطقهٔ مسکونی در سری‌لانکا است که در استان مرکزی (سری‌لانکا) واقع شده‌است.